# Петрик Павло Петрович
Павло Петрович Петрик (23 липня 1925, село Мелешень, тепер Калараського району, Молдова — 21 липня 2014, місто Москва, Російська Федерація) — молдавський радянський державний і комуністичний діяч, дипломат, секретар ЦК КП Молдавії, надзвичайний та повноважний посол СРСР у Демократичній Республіці Мадагаскар. Депутат Верховної Ради Молдавської РСР 6—8-го і 11-го скликань. Депутат Верховної ради СРСР 9—10-го скликань.

## Життєпис
У 1944—1947 роках — старший інспектор Страшенського районного відділу соціального забезпечення; старший інспектор Оргіївського повітового відділу соціального забезпечення Молдавської РСР.
У 1947—1952 роках — 1-й секретар Бравицького районного комітету ЛКСМ Молдавії; 1-й секретар Криулянського районного комітету ЛКСМ Молдавії.
Член ВКП(б) з 1948 року.
У 1952—1955 роках — слухач Республіканської партійної школи при ЦК КП Молдавії.
У 1955—1960 роках — секретар, 2-й секретар Болотинського районного комітету КП Молдавії; 2-й секретар Оргіївського районного комітету КП Молдавії; 2-й секретар Страшенського районного комітету КП Молдавії.
У 1956 році закінчив Кишинівський державний педагогічний інститут імені Крянге. У 1959 році закінчив Заочну вищу партійну школу при ЦК КПРС.
У 1960—1962 роках — 1-й секретар Флорештського районного комітету КП Молдавії. У 1962 році — парторг ЦК КП Молдавії Флорештського територіального виробничого колгоспно-радгоспного управління.
У 1962—1963 роках — завідувач ідеологічного відділу ЦК КП Молдавії, член Бюро ЦК КП Молдавії по керівництву сільським господарством.
У 1964—1972 роках — 1-й секретар Тираспольського міського комітету КП Молдавії.
У 1967 році закінчив заочно Кишинівський політехнічний інститут імені Лазо.
28 січня 1972 — 1980 року — голова Молдавської республіканської ради професійних спілок.
16 травня 1980 — 22 жовтня 1986 року — секретар ЦК КП Молдавії з питань ідеології.
20 жовтня 1986 — 11 жовтня 1989 року — надзвичайний та повноважний посол СРСР у Демократичній Республіці Мадагаскар.
Потім працював в Раді ветеранів Міністерства закордонних справ Російської Федерації. З 1997 по 2011 рік — голова Ради ветеранів війни та праці Міністерства закордонних справ Російської Федерації.
Помер 21 липня 2014 року в Москві.

## Нагороди
- орден Леніна
- орден Жовтневої Революції
- орден Трудового Червоного Прапора
- орден Дружби народів
- орден Пошани (28.06.2005)
- медаль «За доблесну працю. В ознаменування 100-річчя з дня народження Володимира Ілліча Леніна» (1970)
- медалі
- Почесний громадянин міста Тирасполя (19.07.2005)
- Почесна грамота Президента Російської Федерації (20.04.2010)
- Почесний працівник Міністерства закордонних справ Російської Федерації
- Заслужений працівник культури Молдавської РСР
- Надзвичайний та Повноважний Посол СРСР